# 390 км (зупинний пункт)
390 км — зупинний пункт Лиманської дирекції Донецької залізниці на лінії 390 км — Лиман.
Розташований між станцією Букине та зупинним пунктом Яремівка. Пункт розташований поблизу з селом Букине Ізюмського району. На пункті зупиняються лише приміські потяги. 390 км є передатним між Донецькою та Південною залізницями.
Відстань до станції Основа — 142 км.